# Carnevale di Ottana
Il Carnevale di Ottana è uno dei carnevali tipici della tradizione barbaricina e tra i più conosciuti in tutta la Sardegna ed in tutta Italia. Le sue maschere, tra cui cui Boes ed i Merdules, rappresentano la lotta tra l'istinto animalesco e la ragione umana; infatti, nelle esibizioni, il Boe viene inseguito, frustato e catturato dal Merdule, recitando furiose risse.

## Su Boe

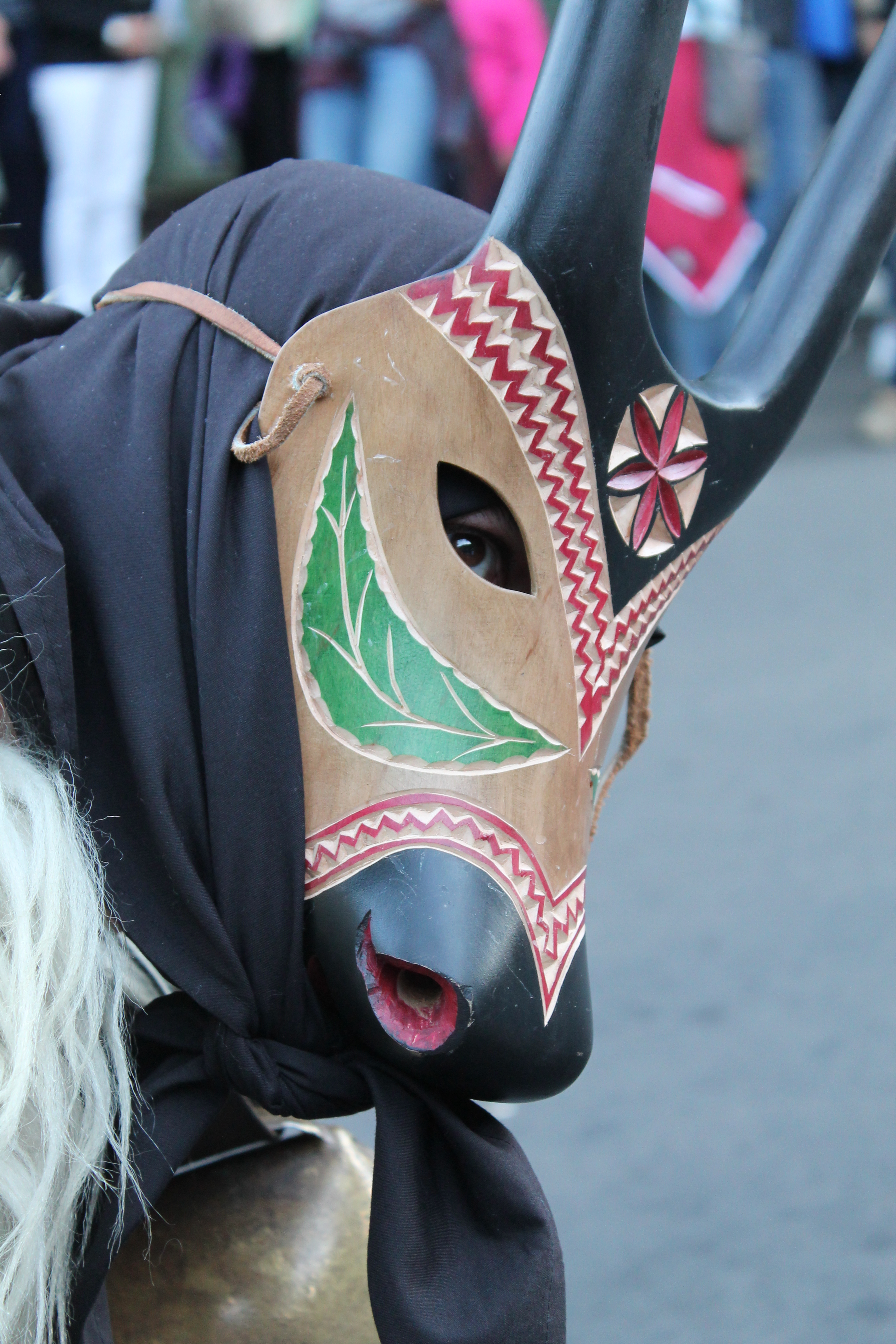
Su Boe

I Boes indossano sul volto una maschera (caratza in sardo) che ha le fattezze di un bue (da qui il loro nome). Per realizzare la maschera viene utilizzato prevalentemente pero selvatico e possono esservi diverse decorazioni, tra le quali il più famoso fiore della vita, simbolo di prosperità, di speranza e di buon auspicio. Essi indossano pelli di pecora bianca e hanno un grappolo di campanacci a tracolla (detti anche Su Erru o Su Sonazos) dal peso di circa 30 kg, ma questo può variare.

## Su Merdule

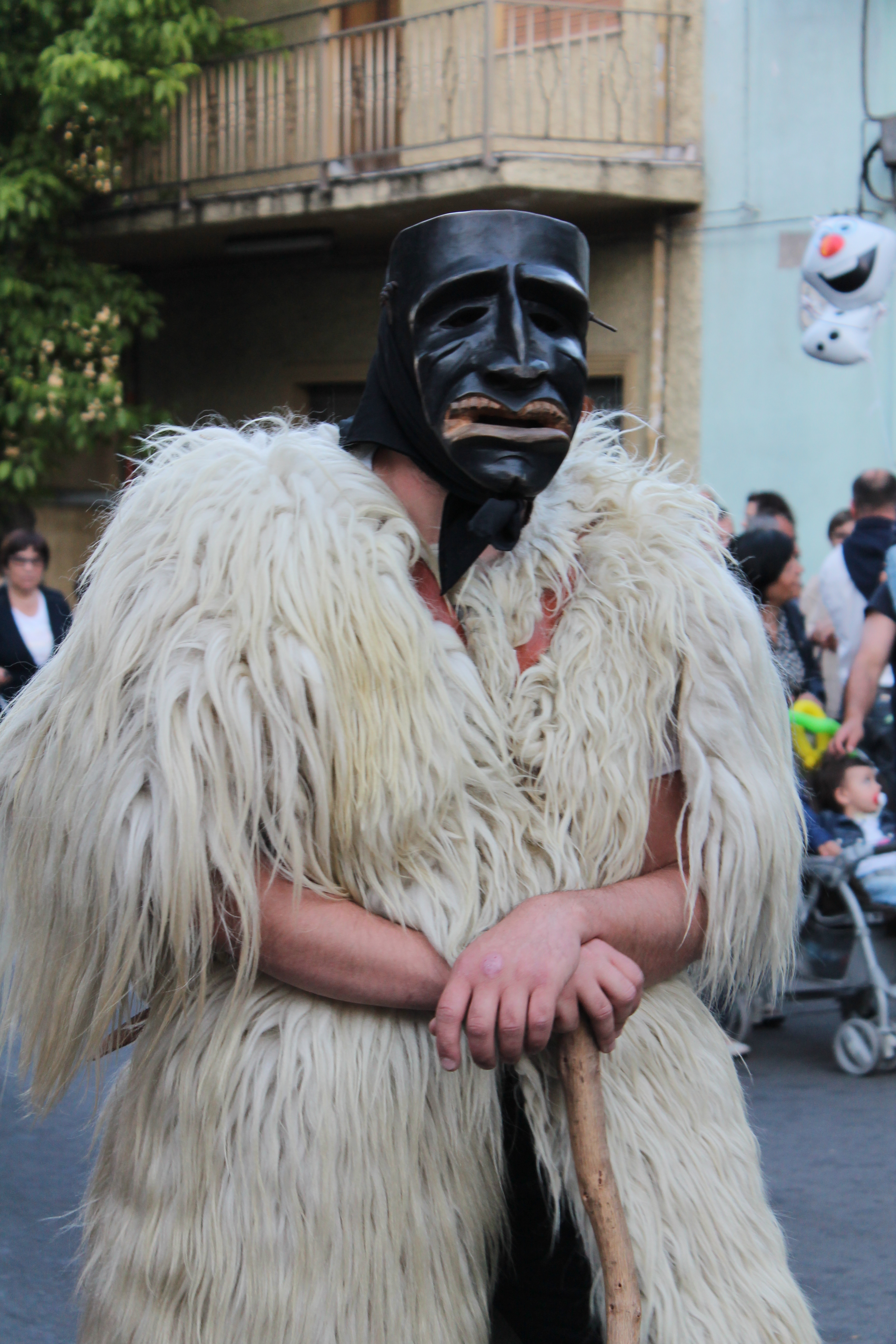
Su Merdule di Ottana in posa

I Merdules, propriamente "i guardiani dei buoi", cercano di comandare i boes durante tutta la sfilata. Anch'essi sono coperti di pelli di pecora bianca o nera (abbastanza raro) e indossano una maschera di colore nero che ha le fattezze del volto di un vecchio uomo deforme, brutto e con una bocca ghignante. Utilizzano un bastone, Su Matzuccu, col quale richiamano a sé i Boes, o provano ad addomesticarli usando una fune di cuoio, Sa Soca.

## Sa Filonzana

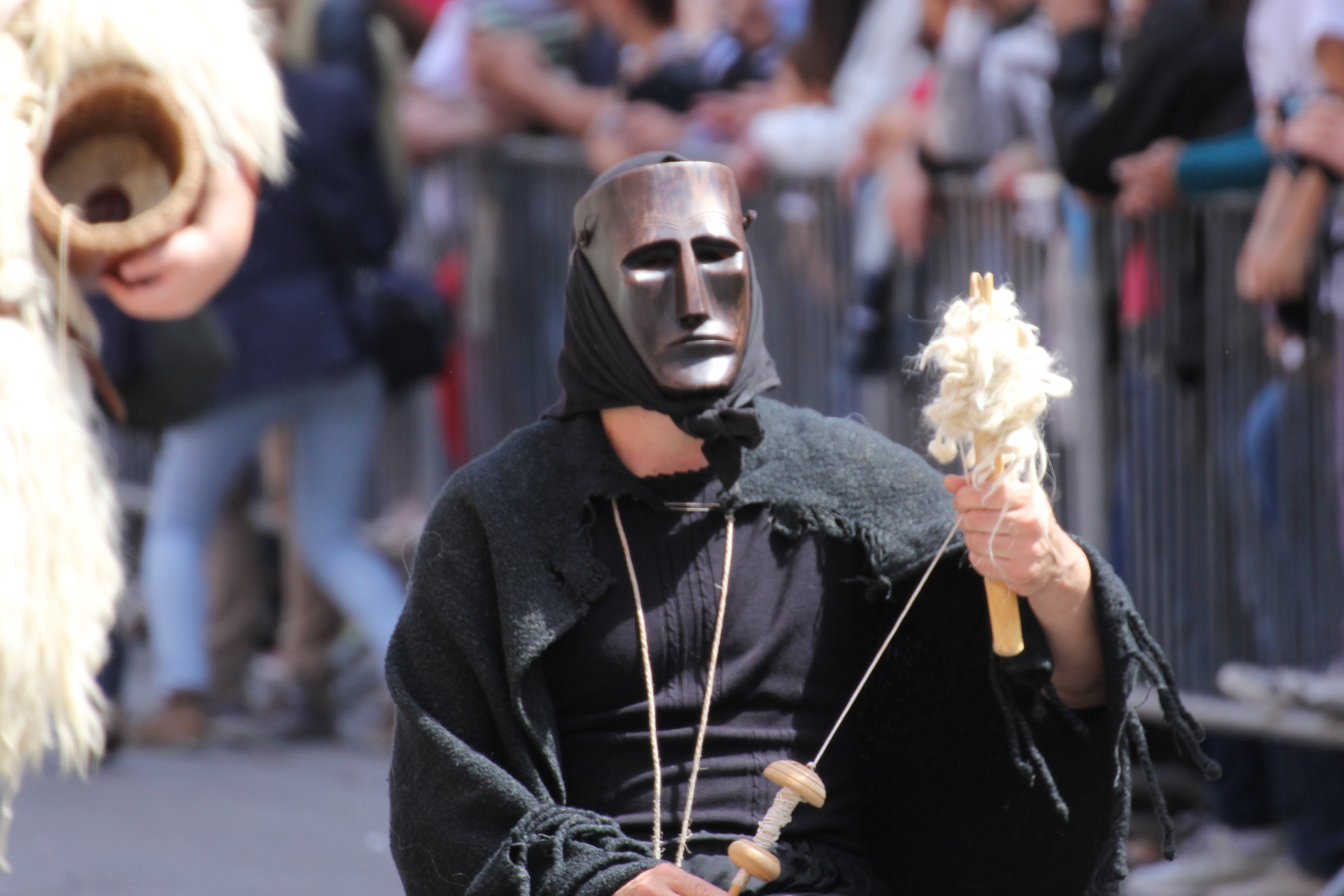
Sa Filonzana

Spesso nei cortei sono accompagnati dall'inquietante figura di Sa Filonzana, altra maschera ottanese, l'unico personaggio femminile del carnevale in Sardegna. Rappresenta un'anziana zoppa e gobba vestita di nero intenta a filare la lana; in realtà è un uomo travestito, in quanto la donna non poteva partecipare a questi riti. Il filo rappresenta la vita e lei è pronta a tagliarlo con un paio di forbici davanti a chi non le offre da bere; così tutti si affrettano ad invitare la parca evitando spiacevoli conseguenze. Il richiamo alle Parche romane, che i Greci chiamavano Moire, è evidente. Durante la manifestazione ordina ai boes di morire; questi cadono a terra, e solo dopo qualche minuto si rialzano per riprendere a sfilare a simboleggiare il ciclo della vita.

## Curiosità
Oltre alle tre tipiche maschere del carnevale, è giusto precisare che ve ne sono altre che ricordano altre specie animali come l'asino o Su Molente, il cervo o Su Cervu, il caprone o Su Beccu, e il maiale o Su Porcu.

## Galleria d'immagini

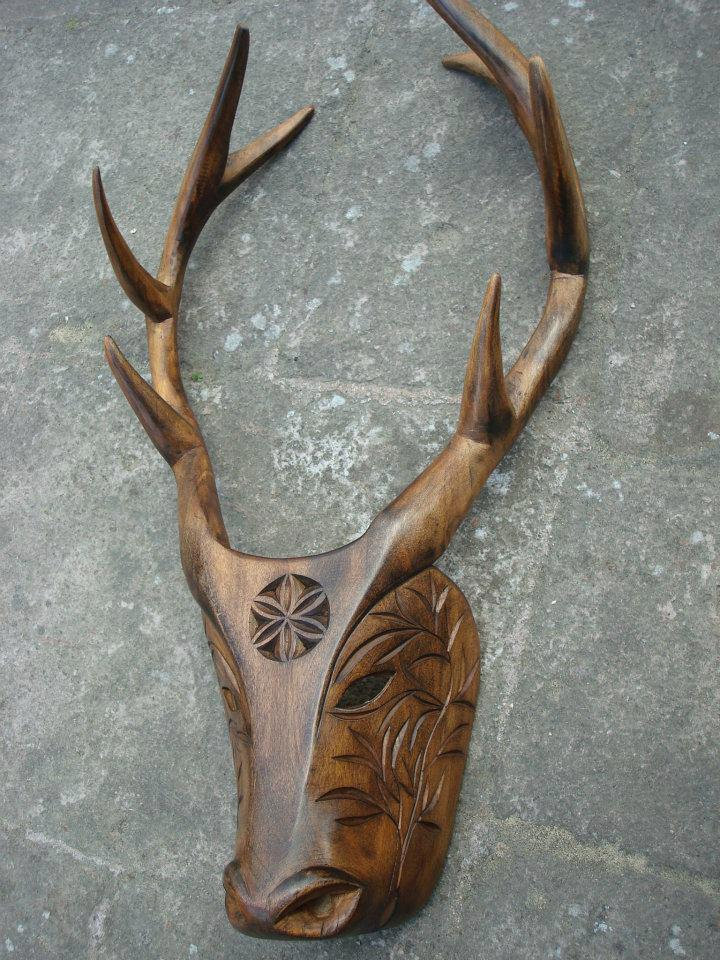
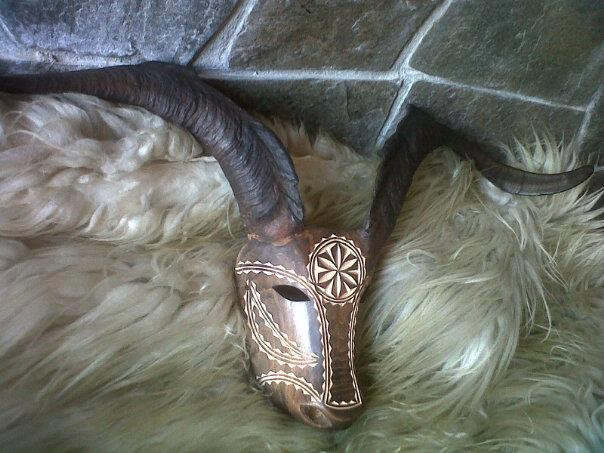
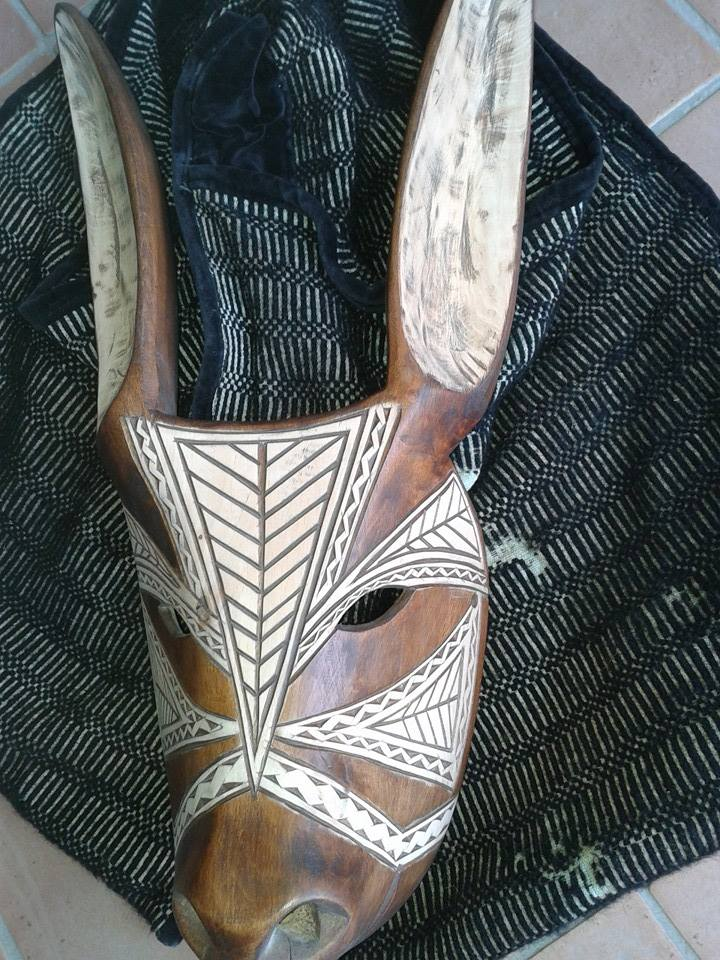
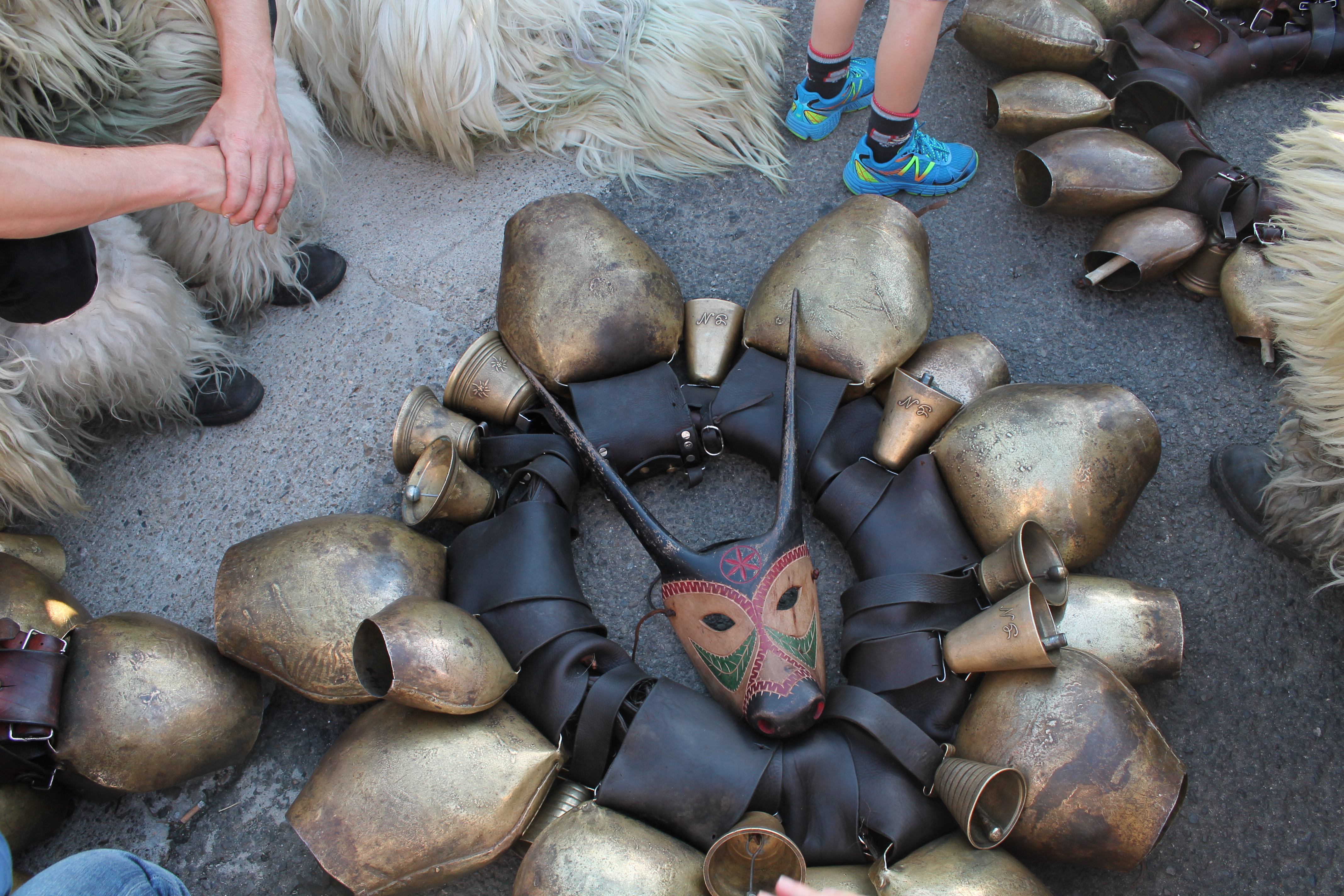
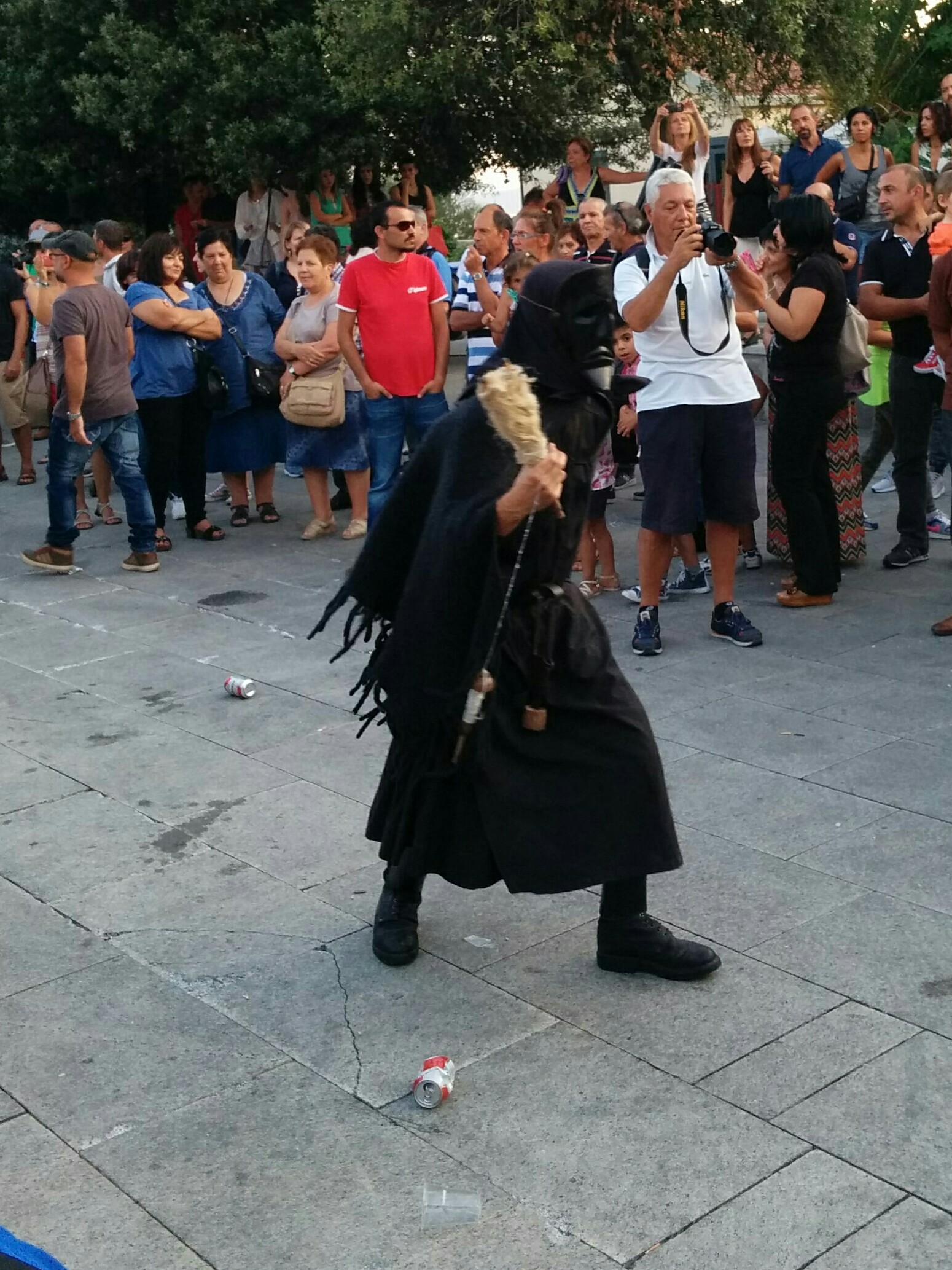
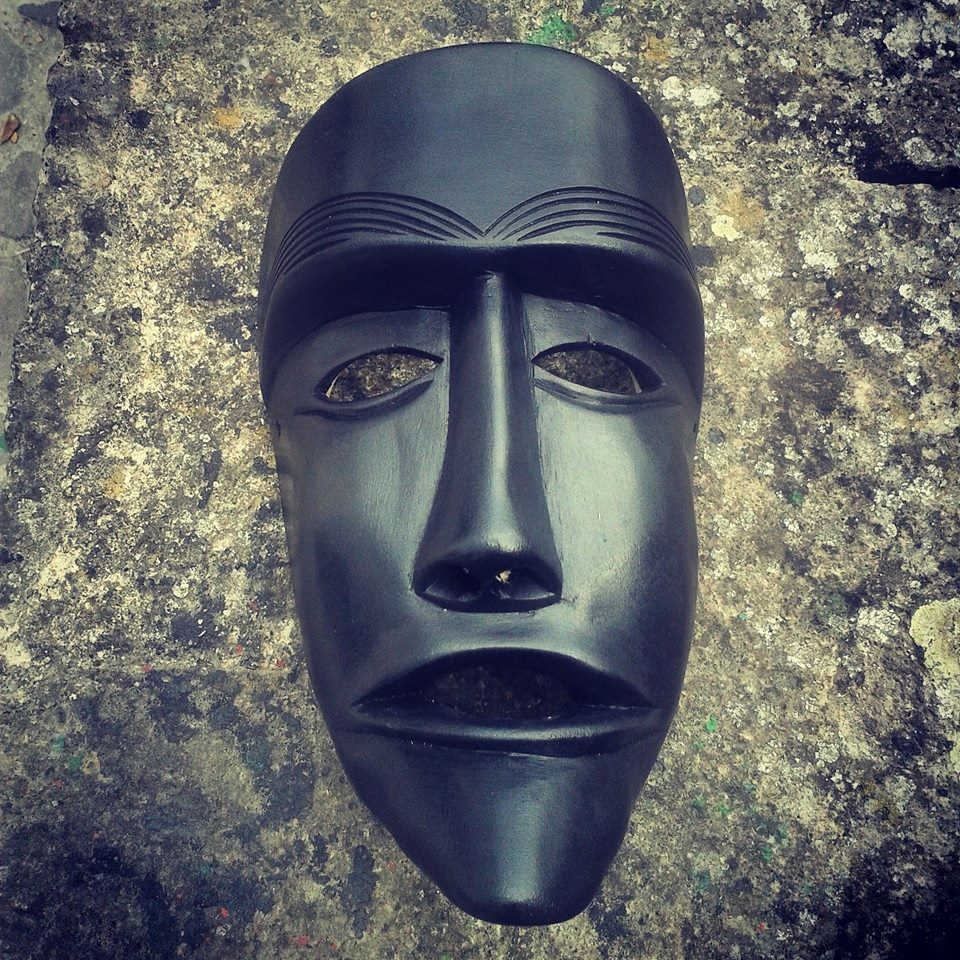

## Filmografia
- Otzana, regia di Luca Valdes, 2019